# Anatoli Ceptine
Anatoli Ceptine (ur. 20 maja 1990 w Tyraspolu) – mołdawski piłkarz grający na pozycji pomocnika. Obecnie jest zawodnikiem klubu Sheriff Tyraspol, do którego trafił zimą 2011 roku.